# Wöllsdorf
Wöllsdorf ist ein Ort, der zur Ortschaft Ziegra der Großen Kreisstadt Döbeln im sächsischen Landkreis Mittelsachsen gehört.

## Geographie
Wöllsdorf ist ein als Bauernweiler angelegtes Dorf, das rund 500 m vor der Mündung der Zschopau in die Freiberger Mulde direkt am Fluss in Fließrichtung rechts liegt. Direkt auf der anderen Flussseite liegt Töpeln. Verbunden sind beide über eine Fußgängerbrücke. Wöllsdorf ist per Straße an die östlich gelegenen Orte Schweta und Limmritz angebunden. Wöllsdorf liegt auf rund 164 m Höhe.

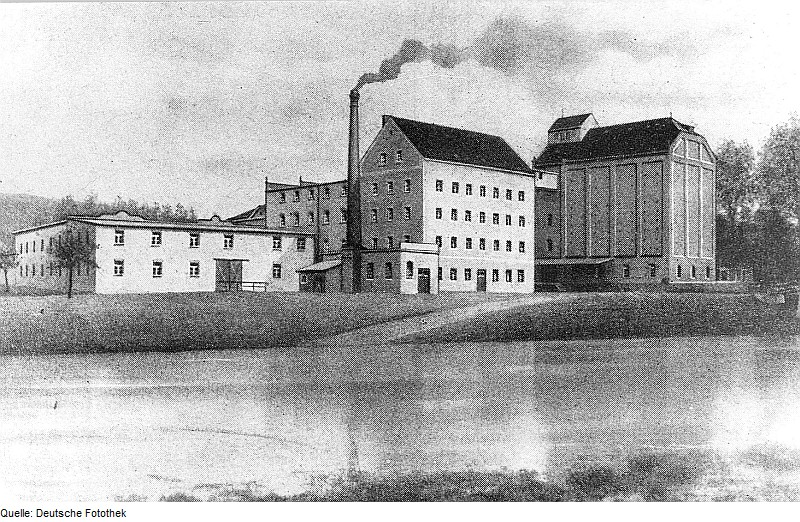
Wöllsdorfer Mühle früher…

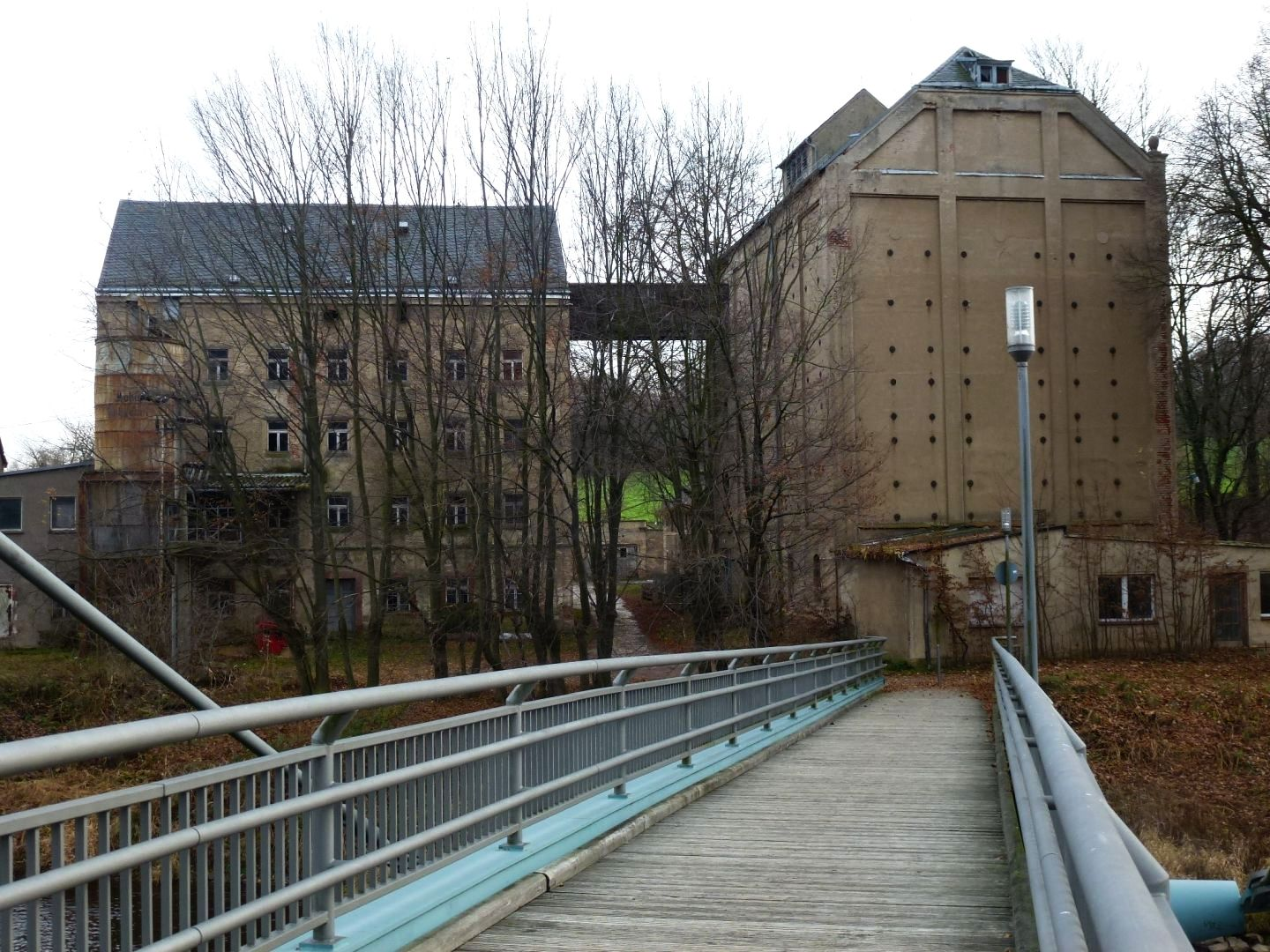
…und heute. Im Vordergrund die Fußgängerbrücke nach Töpeln.

## Geschichte
Wöllsdorf wurde spätestens 1334 erstmals als Werchansdorf erwähnt. Spätere Neunnungen sind Welckersdorf (1501), Welsdorff (1539/40), Wolßdorff (1590) und Woͤlßdorff (1768). Wöllsdorf war 1554 der Pfarre Technitz zugehörig und später Amtsdorf. Entsprechend seiner Lage gehörte Wöllsdorf zu dem kur- und königlich-sächsischen Ämtern Meißen (1334) und Leisnig sowie zum Gerichtsamt, der Amtshauptmannschaft und dem Kreis bzw. Landkreis Döbeln, bis dieser 2008 im Landkreis Mittelsachsen aufging. Wöllsdorf gehört heute zur Kirchgemeinde Technitz-Ziegra. 1921 wurde Wöllsdorf nach Töpeln eingemeindet, das 1991 zu Ziegra kam. Von 1994 bis 2012 gehörte Wöllsdorf dann zu Ziegra-Knobelsdorf. Mit der Aufteilung dieser Gemeinde zwischen Döbeln und Waldheim, kam Wöllsdorf zu Döbeln.
Wöllsdorf ist heute ein offizieller Ort in der Ortschaft Ziegra Döbelns.
| Jahr          | 1554/55                      | 1764             | 1834 | 1871 | 1890 | 1910 |
| ------------- | ---------------------------- | ---------------- | ---- | ---- | ---- | ---- |
| Einwohnerzahl | 5 besessene Mann, 7 Inwohner | 5 besessene Mann | 58   | 71   | 79   | 90   |

## Belege
1. ↑  Freistaat Sachsen – Statistisches Landesamt – Kleinräumiges Gemeindeblatt. (PDF; 983 KB) S. 5, abgerufen am 5. September 2024.
2. 1 2  Wöllsdorf – HOV | ISGV. Abgerufen am 7. Januar 2024.
3. ↑  Große Kreisstadt Döbeln: Hauptsatzung der Großen Kreisstadt Döben. 13. Dezember 2019, abgerufen am 7. Januar 2024.